# Cyclothyriellaceae
Cyclothyriellaceae is een familie van de  Ascomyceten. Het typegeslacht is Cyclothyriella.

## Geslachten
Volgens Index Fungorum bestaat de familie uit de volgende geslachten:
- Cyclothyriella
- Massariosphaeria